# Jeremy Camp
Jeremy Thomas Camp (født 12. januar 1978) er en amerikansk musiker, (CCM (Contemporary Christian Music)), fra Lafayette, Indiana, USA.
Camp har udgivet seks albums, tre af dem har opnået salg som guldplade og han har 17 førstepladser på singlelisten.
Camps originale musikstil er en blanding af ballader og rock.
Camp er ordineret præst.